# Fortunato Luis Pacavira
Fortunato Luis Pacavira (Luanda, 27 luglio 1978) è un canoista angolano.

## Biografia
Ha rappresentato la Angola ai Giochi olimpici di Pechino 2008, gareggiando nel concorso del C1 1000 metri e quello del C1 500 metri.
Ha vinto la medaglia d'argento ai Giochi panafricani di Maputo 2011 nel C2 1000 metri, con il connazionale Nelson Henriques.
Ha rappresentato la Angola ai Giochi olimpici di Londra 2012 gareggiando nel concorso del C2 1000 metri, in coppia con Nelson Henriques, e quello del C1 1000 metri.

## Palmarès
- Giochi panafricani

Maputo 2011: argento nel C2 1000 metri